# Burgan
Burgan, situé au Koweït, est le deuxième gisement pétrolier conventionnel de la planète en taille, après Ghawar en Arabie saoudite. 
Il a été découvert en 1938, et représente la première découverte de pétrole dans le pays. La production commença juste après la Seconde Guerre mondiale, pour atteindre 1 Mbbl/j en 1955, puis 2 en 1968, et un pic à 2,41 en 1972, quantité qui ne sera sans doute jamais égalée. On parle souvent de la zone « Greater Burgan », incluant aussi les gisements Al-Magwa et Al-Ahmadi.
Selon un document publié en janvier 2006 par Petroleum Intelligence Weekly (PIW), le gisement possède 88 Gbbl de pétrole initialement en place. De ce volume, « au moins » 26,5 Gbbl ont déjà été extraits (ou brûlés pendant la guerre du Golfe de 1991), il reste 15 Gbbl de réserve prouvée et 5,3 de réserve probable. Cela correspondrait à un taux de récupération de 47 % minimum et 53 % maximum, taux plus élevé que la moyenne, mais normal pour un gisement de ce type (très grand réservoir, pétrole assez fluide, réservoir très perméable).
On arriverait donc à un taux productible ultime de 41 à 46 Gbbl, inférieur à la quantité de 60 Gbbl traditionnellement donnée. La production actuelle de la zone (Greater Burgan) est d'environ 1,6 Mbbl/j. Il y a quelques années, la KOC (compagnie nationale) pensait l'accroître jusqu'à 2 Mbbl/j, mais finalement un niveau de 1,7 est apparu le maximum « soutenable ». Selon certaines sources, les plus importants horizons productibles du gisement seront remplis d'eau vers 2010, et le débit diminuera donc fortement.